# Cardiomya oldroydi
Cardiomya oldroydi är en musselart som först beskrevs av Dall 1924.  Cardiomya oldroydi ingår i släktet Cardiomya och familjen Cuspidariidae. Inga underarter finns listade i Catalogue of Life.